# Globba lancangensis
Globba lancangensis là một loài thực vật có hoa trong họ Gừng. Loài này được Y.Y.Qian mô tả khoa học đầu tiên năm 1994.